# مانوئل گونزالس (بازیکن فوتبال، زاده ۱۹۲۹)
مانوئل گونزالس (انگلیسی: Manuel González; ۲۱ فوریهٔ ۱۹۲۹ – ۲۲ سپتامبر ۲۰۱۳) بازیکن فوتبال اهل اسپانیا بود.
از باشگاه‌هایی که در آن بازی کرده‌است می‌توان به باشگاه فوتبال مالاگا و باشگاه فوتبال رئال مورسیا اشاره کرد.